# Tournonia
Tournonia, monotipski rod iz porodice Basellaceae raširen na zapadu Kolumbije i sjeveru Ekvadora. Jedina vrsta je T. hookeriana. Rod i vrsta opisani su 1849.

## Sinonimi
- Basella hookeriana Moq.